# (2440) Educatio
(2440) Educatio (1978 VQ4; 1928 QH; 1954 JK; 1968 US1; 1977 JG) ist ein ungefähr sieben Kilometer großer Asteroid des inneren Hauptgürtels, der am 7. November 1978 von den US-amerikanischen Astronomen Schelte John Bus und Eleanor Helin am Palomar-Observatorium nordöstlich von San Diego (IAU-Code 675) entdeckt wurde. Ungewöhnlich an (2440) Educatio ist die extrem lange Rotationsperiode von derzeit rund 65 Tagen.

## Benennung
(2440) Educatio wurde nach dem lateinischen Wort für Erziehung benannt.